# Malinao
Malinao es un municipio de la provincia de Albay, Filipinas. Según el censo de 2000, Malinao tiene una población de 36.231 habitantes de 6.966 núcleos familiares.

## Barangays
Malinao está políticamente subdividido en 29 barangays:
| - Awang - Bagatangki - Balading - Balza - Bariw - Baybay - Bulang - Burabod - Cabunturan - Común - Diaro - Estancia - Jonop - Labnig - Libod | - Malolos - Matalipni - Ogob - Pawa - Payahan - Población - Bagumbayan - Quinarabasahan - Santa Elena - Soa - Sugcad - Tagoytoy - Tanawan - Tuliw |